# Is This the World We Created...?
Is This the World We Created...? è una canzone della band rock britannica Queen, originariamente pubblicata nel loro undicesimo album in studio The Works nel 1984.
La canzone fu suonata in ogni concerto dei Queen dal 1984 al 1986. Faceva parte del finale del Live Aid nel 1985. La traccia è la più breve ma una delle canzoni più famose di The Works.

## Descrizione
La canzone è stata scritta a Monaco dopo che il cantante Freddie Mercury e il chitarrista Brian May lessero le notizie sulla povertà in Africa; Mercury ha scritto la maggior parte dei testi e May ha scritto gli accordi e dato piccoli contributi ai testi. La canzone è stata registrata con una Ovation, ma, durante le esibizioni dal vivo, May suonava la chitarra Gibson Chet Atkins CE del batterista Roger Taylor. Durante le sessioni di registrazione di questo brano è stato registrato un piano, ma alla fine non è stato incluso nel mix finale. Inizialmente, una composizione di Mercury, "There Must Be More to Life Than This" (che era in circolazione dalle sessioni di Hot Space e alla fine è finita nel suo album solista Mr. Bad Guy) doveva essere l'ultima traccia dell'album. La canzone è stata scritta in chiave di re minore, ma la registrazione suona di un semitono più basso. La canzone è stata eseguita al Live Aid per ben due volte consecutive, con strumenti e arrangiamenti aggiuntivi nell'ultima parte; cambiamenti erano presenti anche nella linea vocale. Un mese prima della loro apparizione in diretta, Is This the World We Created...? è stato il contributo dei Queen alla raccolta multi-artista Greenpeace - The Album.

## Formazione
- Freddie Mercury – voce
- Brian May – Chitarra acustica